# Mistrzostwa Europy U-19 w Piłce Nożnej 2008
Mistrzostwa Europy U-19 w piłce nożnej 2008 odbyły się w dniach 14-26 lipca 2008 w Czechach. Sześć najlepszych zespołów turnieju uzyskało awans do Mistrzostw Świata U-20 w piłce nożnej, które w 2009 roku odbędą się w Egipcie.

## Stadiony
| Praga                                                     | Pilzno                                   | Przybram                                | Jablonec nad Nysą                      | Mladá Boleslav                       | Liberec                             |
| --------------------------------------------------------- | ---------------------------------------- | --------------------------------------- | -------------------------------------- | ------------------------------------ | ----------------------------------- |
| Stadion Viktorii Žižkov Liczba miejsc: 5 600              | Stadion města Plzně Liczba miejsc: 7 400 | Stadion Na Litavce Liczba miejsc: 9 100 | Stadion Střelnice Liczba miejsc: 6 300 | Stadion Miejski Liczba miejsc: 5 000 | Stadion u Nisy Liczba miejsc: 9 900 |
| PragaPilznoPrzybramJablonec nad NysąMladá BoleslavLiberec |                                          |                                         |                                        |                                      |                                     |

## Grupa A
| Zespół    | Pkt | M | W | R | P | Br+ | Br- | +/- |
| --------- | --- | - | - | - | - | --- | --- | --- |
| Niemcy    | 9   | 3 | 3 | 0 | 0 | 7   | 2   | 5   |
| Węgry     | 6   | 3 | 2 | 0 | 1 | 3   | 2   | 1   |
| Hiszpania | 3   | 3 | 1 | 0 | 2 | 5   | 3   | 2   |
| Bułgaria  | 0   | 3 | 0 | 0 | 3 | 0   | 8   | -8  |

| 14 lipca 2008 17:30 CET | Bułgaria | 0-1 | Węgry · Krisztián Németh 10' | Stadion Viktorii Žižkov, Praga Sędzia: Albert Toussaint |
|                         |          |     |                              |                                                         |

| 14 lipca 2008 19:30 CET | Niemcy · Richard Sukuta-Pasu 7' · Ömer Toprak 56' | 2-11-0 | Hiszpania · Jordi Alba 66' | Stadion města Plzně, Pilzno Sędzia: Willie Collum |
|                         |                                                   |        |                            |                                                   |

| 17 lipca 2008 18:00 CET | Hiszpania | 0-10-0 | Węgry · Olivér Nagy 71' | Stadion Na Litavce, Przybram Sędzia: Ałeksandar Stawrew |
|                         |           |        |                         |                                                         |

| 17 lipca 2008 20:30 CET | Niemcy · Dennis Diekmeier 16' · Savio Nsereko 43' · Lars Bender 56' | 3-02-0 | Bułgaria | Stadion města Plzně, Pilzno Sędzia: Svein Oddvar Moen |
|                         |                                                                     |        |          |                                                       |

| 20 lipca 2008 20:00 CET | Węgry · András Simon 74' | 1-20-1 | Niemcy · Stefan Reinartz 35' · Marcel Risse 76' | Stadion Na Litavce, Przybram Sędzia: Dejan Filipović |
|                         |                          |        |                                                 |                                                      |

| 20 lipca 2008 20:00 CET | Hiszpania · Aarón Ñíguez 13' · Emilio Nsue 16' 52' · Fran Mérida 63' | 4-02-0 | Bułgaria | Stadion Viktorii Žižkov, Praga Sędzia: Olivier Thual |
|                         |                                                                      |        |          |                                                      |

## Grupa B
| Zespół | Pkt | M | W | R | P | Br+ | Br- | +/- |
| ------ | --- | - | - | - | - | --- | --- | --- |
| Włochy | 5   | 3 | 1 | 2 | 0 | 5   | 4   | 1   |
| Czechy | 4   | 3 | 1 | 1 | 1 | 5   | 4   | 1   |
| Anglia | 4   | 3 | 1 | 1 | 1 | 3   | 2   | 1   |
| Grecja | 2   | 3 | 0 | 2 | 1 | 1   | 4   | -3  |

| 14 lipca 2008 17:30 CET | Czechy · Tomáš Necid 54' 58' | 2-00-0 | Anglia | Stadion Střelnice, Jablonec nad Nysą Sędzia: Aleksander Stavrev |
|                         |                              |        |        |                                                                 |

| 14 lipca 2008 19:30 CET | Grecja · Michalis Pavlis 23' | 1-11-0 | Włochy · Alberto Paloschi 90' (k.) | Stadion Miejski, Mladá Boleslav Sędzia: Dejan Filipowić |
|                         |                              |        |                                    |                                                         |

| 17 lipca 2008 18:00 CET | Czechy | 0-0 | Grecja | Stadion u Nisy, Liberec Sędzia: Albert Toussaint |
|                         |        |     |        |                                                  |

| 17 lipca 2008 20:00 CET | Anglia | 0-0 | Włochy | Stadion Střelnice, Jablonec nad Nysą Sędzia: Olivier Thual |
|                         |        |     |        |                                                            |

| 20 lipca 2008 18:00 CET | Włochy · Andrea Poli 22' 79' · Giacomo Bonaventura 56' · Alberto Paloschi 72' (k.) | 4-31-1 | Czechy · Tomáš Necid 23' · Jan Morávek 58' 86' | Stadion Miejski, Mladá Boleslav Sędzia: Willie Collum |
|                         |                                                                                    |        |                                                |                                                       |

| 20 lipca 2008 18:00 CET | Anglia · Benjamin Mee 48' · Freddie Sears 68' (k.) · Daniel Sturridge 85' | 3-00-0 | Grecja | Stadion u Nisy, Liberec Sędzia: Svein Oddvar Moen |
|                         |                                                                           |        |        |                                                   |

## Półfinały
| 23 lipca 2008 17:30 | Włochy · Fernando Forestieri 65' | 1-00-0 | Węgry | Stadion města Plzně, Pilzno Sędzia: Svein Oddvar Moen |
|                     |                                  |        |       |                                                       |

| 23 lipca 2008 20:15 | Niemcy · Marcel Risse 17' · Richard Sukuta-Pasu 119' | 2-1 (dog.)1-1, 1-1 | Czechy · Tomáš Necid 24' | Stadion Miejski, Mladá Boleslav Sędzia: Olivier Thual |
|                     |                                                      |                    |                          |                                                       |

## Finał
| 26 lipca 2008 19:00 | Niemcy · Lars Bender 24' · Richard Sukuta-Pasu 61' · Timo Gebhart 80' | 3-11-0 | Włochy · Silvano Garibaldi 78' | Stadion Střelnice, Jablonec nad Nysą Sędzia: Willie Collum |
|                     |                                                                       |        |                                |                                                            |

## Strzelcy
| 4 gole - Tomáš Necid 3 gole - Richard Sukuta-Pasu 2 gole - Jan Morávek - Emilio Nsue - Lars Bender - Marcel Risse - Alberto Paloschi - Andrea Poli 1 gol - Daniel Sturridge - Frederick Sears - Benjamin Mee - Michail Pavlis |  | - Fran Mérida - Jordi Alba - Aarón Ñíguez - Dennis Diekmeier - Savio Nsereko - Ömer Toprak - Stefan Reinartz - Timo Gebhart - Krisztián Németh - András Simon - Olivér Nagy - Giacomo Bonaventura - Fernando Forestieri - Silvano Garibaldi |